# Автомагистрали Китайской Республики
Тайвань обладает развитой транспортной инфраструктурой, важной частью которой является система скоростных автомагистралей национального уровня, обладающих большой пропускной способностью.

Унифицированный указатель автомагистрали на Тайване

В таблице приведен перечень автодорог, находящихся в ведении Национального бюро по автомагистралям в области Тайвань.
| № п/п | Название                                                | Начальная и конечная точки | Протяженность, км | Примечания                            |
| ----- | ------------------------------------------------------- | -------------------------- | ----------------- | ------------------------------------- |
| 1     | им. Сунь Ятсена                                         | Цзилун - Гаосюн            | 372,7             | Исключая виадук Сичжи - Угу (20,7 км) |
| 3     | Формозский                                              | Цзилун - Дапэнвань         | 431,5             |                                       |
| 3а    | Автомагистраль 3а                                       | Тайбэй - Шэнькэн           | 5,6               |                                       |
| 5     | им. Цзян Вэйшуя                                         | Наньган - Суао             | 54,3              |                                       |
| 2     | Аэропортовая линия или Таоюаньская кольцевая автодорога | Аэропорт Таоюань - Ингэ    | 20,4              |                                       |
| 4     | Тайчжунская круговая автодорога                         | Циншуй - Фэнюань           | 17,6              |                                       |
| 6     | Наньтоу                                                 | Уфэн - Пули                | 37,6              |                                       |
| 8     | Тайнаньская линия                                       | Тайнань - Синьхуа          | 15,5              |                                       |
| 10    | Гаосюнская линия                                        | Цзоин - Цишань             | 33,8              |                                       |
| ИТОГО | 988,56 км (1009,26 с учетом виадука Сичжи - Угу)        |                            |                   |                                       |

Виадук на участке Сичжи - Угу длиной 20,7 км в пределах г. Тайбэя является надстройкой над эстакадой автомагистрали им. Сунь Ятсена, завершенной в 1997 г.

## История
Начало строительству первой автомагистрали на Тайване по образцу "фривэев" в США было положено в 1971 г. Первый участок от Цзилуна до Чжунли, проходящий через Тайбэй, был сдан в 1974 г. В 1977 г. было завершено строительство автомагистрали № 1 от северной бухты Цзилуна до южной бухты Гаосюна с ответвлением на международный аэропорт в Таоюане.
Строительство автомагистралей было продолжено в конце 1980-х гг. Северный участок автомагистрали № 3 от Сичжу до Синьчжу был открыт в 1997 г. К настоящему времени 1-я и 3-я автомагистрали пересекают весь остров в направлении "север - юг". Участок, ведущий от международного аэропорта в Таоюане был продлен до развязки с 3-й автомагистралью в Ингэ и переименован в автомагистраль № 2. Были построены три участка (№№ 4, 8 и 10 соответственно), соединяющие две кросс-островные трассы в окрестностях Тайчжуна, Тайнаня и Гаосюна.
Автомагистраль № 5 связала Тайбэй (где расположена развязка с автомагистралью № 3) и уезд Илань на восточном побережье Тайваня. Её строительство продолжалось с 1991 по 2006 гг. Трасса проходит через Сюэшаньский туннель протяженностью 12,941 м, самый длинный на Тайване. Планы по её продолжению до Хуаляня были отложены из-за экологических угроз.
Автомагистраль № 6 связывает Уфэн в уезде Тайчжун, через который проходит автомагистраль № 3, и Пули в Наньтоу, расположенный в самом центре острова.